# Mathias Kamprad
Niclas Achim Mathias Kamprad, född 27 juni 1969 i Stenbrohult, Kronobergs län, är en svensk affärs- och finansman.
Mathias Kamprad är yngste son till Ingvar Kamprad och Margaretha Stennert samt bror till Peter och Jonas Kamprad.
Han växte upp i Danmark och Schweiz och har arbetat inom Ikea-sfären sedan sin ungdom, bland annat fyra år på ett  Ikeavaruhus i Schweiz, ett år på möbelföretaget Habitat i Storbritannien och som chef för Ikea-koncernens danska dotterbolag 2004–2008. Han har bland annat arbetat i Ikea-koncernens styrelse och styrelsen för Inter Ikea Group, och är numera dess ordförande.
Mathias Kamprad äger tillsammans med sina bröder Ikano-koncernen, men håller, precis som sina äldre bröder, en låg profil och syns sällan i offentliga sammanhang.
Han bor (2013) i stadsdelen Notting Hill i London och har två barn.[källa behövs]